# Asceua ventrofigurata
Espèce
Asceua ventrofigurata est une espèce d'araignées aranéomorphes de la famille des Zodariidae.

## Distribution
Cette espèce est endémique de la région de Mbeya en Tanzanie,. Elle se rencontre vers Igaya.

## Description
Le mâle holotype mesure 3,27 mm et la femelle paratype 3,80 mm, les mâles mesurent de 3,00 à 3,36 mm et les femelles de 3,40 à 4,04 mm.

## Systématique et taxinomie
Cette espèce a été décrite par Jocqué et Henrard en 2024.

## Publication originale
- Jocqué & Henrard, 2024 : « A revision of Afrotropical Asceua (Araneae, Zodariidae), ant-eating spiders with puzzling distributions. » African Invertebrates, vol. 65, no 2, p. 161-198 (texte intégral).